# Subtraktive Synthese
Die subtraktive Synthese ist eine Methode der synthetischen Klangerzeugung und wird z. B. in Synthesizern eingesetzt.

## Funktionsprinzip

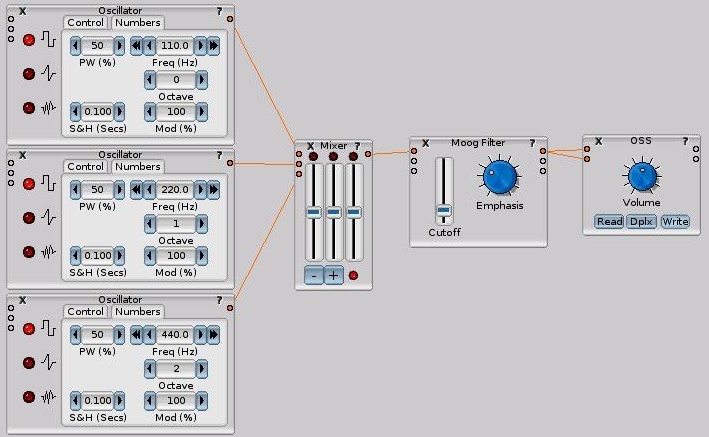
Ein einfacher (auch) subtraktiver Synthesizer in Spiral Synthmodular (der erste Schritt ist additiv)

Bei der subtraktiven Synthese erzeugt ein Oszillator (z. B. VCO), ein Rauschgenerator oder eine Audioaufnahme ein klangliches Rohmaterial, welches dann durch Filter, Hüllkurven-Generatoren, Verstärker-Module usw. klangverändernd reduziert wird. Die gewünschte Klangfarbe wird erzielt, indem aus einem komplexen Spektrum unerwünschte Frequenzanteile herausgefiltert oder abgeschwächt, also abgezogen, subtrahiert werden.

## Oszillatoren
Als Rohmaterial stellen die meisten Oszillatoren die folgenden Schwingungsformen zur Verfügung:
- Sägezahn, brillanter Klang, der alle natürlich vorkommenden Obertöne enthält. Eignet sich gut zum Imitieren von Streichinstrumenten.
- Rechteck, klarinettenartiger bis nasaler Klang, der nur die ungeradzahligen Obertöne enthält. Eignet sich gut, um Holzblasinstrumente zu imitieren.
- Dreieck, hohler Klang, der fast nur die ersten fünf Obertöne enthält. Eignet sich gut, um flächige Klänge anzudicken.
- Sinus, "runder" Klang, der nur aus einem Grundton besteht. Praktisch kommt der Klang einer Stimmgabel einem Sinus recht nahe. Da ein reiner Sinus keine Obertöne enthält, kann durch lineares Filtern das Klangbild nicht verändert werden.

| Hörbeispiele zu Oszillatoren | Hörbeispiele zu Oszillatoren | Hörbeispiele zu Oszillatoren | Hörbeispiele zu Oszillatoren |
| ---------------------------- | ---------------------------- | ---------------------------- | ---------------------------- |
| Sägezahn                     | Rechteck                     | Dreieck                      | Sinus                        |

Die AI (Advanced Integrated) und AI Square Synthese von Korg, beispielsweise des Korg X5, ist im Prinzip eine subtraktive Synthese, bei der anstelle solchen Rohmaterials gesampelte Klänge (Schwingungsformen, Waveforms) verwendet werden, die in einem ROM liegen.
Das vom Oszillator erzeugte Frequenzspektrum kann durch weitere Parameter beeinflusst werden. Verbreitet sind hier die Pulsbreitenmodulation von Rechteckschwingungsformen, die Ringmodulation mehrerer Oszillatoren, die Frequenzmodulation zweier Oszillatoren und die Synchronisation zweier Oszillatoren, meist kurz mit Sync bezeichnet.
Man kann auch die Symmetrie einer Schwingung im Tonverlauf verändern und so zum Beispiel eine schrille, asymmetrische Sägezahnschwingung kontinuierlich in eine sanfte, symmetrische Dreieckschwingung übergehen lassen und dadurch einen sehr dynamischen Klangfarbenverlauf erzeugen (Synthesizer Workstation Pro).

## Filter
Dem Filter kommt als am vielseitigsten verwendbaren Modul eine besondere Bedeutung zu. Viele Synthesizer besitzen ausschließlich einen Tiefpassfilter. Weitere Formen sind Hochpassfilter, Bandpassfilter (eine Kombination aus Hochpass und Tiefpass), Kerbfilter und Kammfilter.
Der wichtigste Filterparameter ist die Eckfrequenz (engl. cutoff frequency). Die Frequenzen oberhalb der Eckfrequenz werden nicht komplett entfernt, sondern mit zunehmendem Abstand von der Eckfrequenz immer stärker bedämpft. Die Stärke dieser Dämpfung wird durch die sog. Flankensteilheit des Filters bestimmt, die in Dezibel pro Oktave (dB/Oktave) angegeben wird. Eine hohe Flankensteilheit führt zu brachialeren Klangverläufen, eine geringe zu weicheren Klangverläufen. Die meisten Synthesizer besitzen Tiefpassfilter mit einer Flankensteilheit zwischen 12 und 24 dB/Oktave.
Die Eckfrequenz des Filters und damit die Klangformung lässt sich bei den meisten Synthesizern sowohl manuell über Bedienelemente als auch automatisiert über Modulatoren wie Filterhüllkurven oder LFOs steuern. Filter verfügen zudem meist über eine sogenannte Resonanz (engl. emphasis oder contour), die ebenfalls manuell oder automatisiert regelbar ist. Die Resonanz hebt Amplituden der Frequenzen im Bereich der Eckfrequenz an, wodurch der Klang dünner und näselnder wird.
Am besten hörbar wird die subtraktive Klangformung bei flächigen Klängen, bei denen während gehaltener Töne die Filtereckfrequenz durch das Klangspektrum wandert.
| Hörbeispiele zu Filtern | Hörbeispiele zu Filtern | Hörbeispiele zu Filtern | Hörbeispiele zu Filtern | Hörbeispiele zu Filtern | Hörbeispiele zu Filtern | Hörbeispiele zu Filtern         |
| ----------------------- | ----------------------- | ----------------------- | ----------------------- | ----------------------- | ----------------------- | ------------------------------- |
| Tiefpass                | Hochpass                | Bandpass                | Kerbfilter              | Kammfilter              | Tiefpass mit Resonanz   | Flächenklang mit Tiefpass-Sweep |

## Verstärker
Nach der Filtersektion wird das Signal in einen Verstärker, den VCA (Voltage Controlled Amplifier), geschickt. Dieser ist ebenfalls maßgebend für die Klangqualität und Klang-Charakteristik des Signals. Bei der alleinigen Klangsynthese aus Oscillator, Filter und Verstärker würde ein stehender Ton entstehen. Dies wird geändert durch Verwendung von sogenannten Hüllkurven (Envelopes) des VCA.

## Sonstige Vorkommen
Die menschliche Stimme produziert ihre Klänge auch mittels einer Art subtraktiver Synthese. Der Kehlkopf produziert dabei einen obertonreichen Klang, der über den Mund gefiltert wird. Das „A“ ist ein obertonreicher Klang, der nur gering gefiltert ist. Eine niedrigere Eckfrequenz hat das „U“, bei dem so viele Obertöne abgeschnitten werden, dass fast nur noch der reine Sinus-Grundton übrigbleibt.